# Ladislav Keglević
Ladislav Keglević (László Keglevich; 1627. – 1665.), poznat i kao Ladislav Keglević Bužimski, je bio hrvatski plemić iz barunske obitelji Keglević.

## Obitelj
Keglević je rođen 1627. godine od oca baruna Petra Keglevića, V. i majke Margarete Gradečki. Ima je dva brata Petra, VI. i Ivana, kao i četiri sestre. Petar je umro u djetinjstvu, a Ivan je bio pavlin u Lepoglavi. Sestre Eva i Katarina su bile klarise. Unuk je baruna Jurja Keglevića Bužimskog, hrvatskog banovca i praunuk baruna Nikole Istvánffyja, povjesničara, političar i pjesnika. Potomak je hrvatsko-slavonsko-dalmatinskiog bana Petra II. Keglevića Bužimskog.

## Životopis
Keglević se školovao u Zagrebu, Grazu i Beču. Bio je nasljednik cjelokupnih posjeda obitelji.
Bio je vrhovni kapetan Jegerseka. Godine 1655. je postao komornikom kralja Ferdinanda III. Habsburgovca. Nazočio je krunidbi kralja Leopolda I. 1657. godine.
Njegova supruga Rozina je dala 1657. godine u franjevačkoj crkvi u Krapini podignuti glavni oltar sa slikom sv. Katarine.

## Brak i potomstvo
Keglević se 20. veljače 1656. godine u Velikom Taboru oženio barunicom Rozinom Ratkaj, kćerkom baruna Petra Ratkaja.  Imali su četvoro djece:
- Sin Petar, VII. (1660. – 1724.), namjesnik hrvatskog bana i vojni zapovjednik. Kralj Leopold I. mu je zbog vojnih zasluga na Saboru u Požunu 1687. godine dodijelio grofovski naslov.[8]
- Kćer Margita
- Kćer Judita je bila redovnica.
- Kćer Marija Tereza, prvo se udala za Jurja Széchyja, pa Sigmunda Drugeth Homonnaija.